# Liste des sites Natura 2000 de la Charente
 (décembre 2020).
Voici la liste des sites de la Charente classés dans le réseau Natura 2000.
La liste comprend 24 sites dont 13 sont entièrement en Charente, 7 sont en Charente et en Charente-Maritime, 1 en Vienne et Charente, 1 en Charente et Dordogne et 2 en Charente, Charente-Maritime et Gironde plus Dordogne pour l'un.
Deux sites étant sur la même zone, les 24 sites correspondent à 23 zones.
Une partie concerne les vallées du fleuve Charente et de ses affluents:
- vallée de la Charente en amont d'Angoulême.
- vallée de la Charente entre Angoulême et Cognac et ses principaux affluents pour 1 % en Charente-Maritime
- vallée de la Charente moyenne et Seugne et moyenne vallée de la Charente et Seugne et Coran (deux sites) pour 93 % en Charente-Maritime.
- Val de Tardoire
- vallée de l'Antenne pour 46 % en Charente-Maritime
- vallée du Né pour 8 % en Charente-Maritime
- vallée de la Seugne en amont de Pons pour 87 % en Charente-Maritime

Une autre partie concerne des vallées d'affluents ou de sous-affluents de la Dordogne :
- vallée de la Tude
- vallée de la Nizonne pour 68 % en Dordogne
- vallée du Lary et du Palais pour 60 % en Charente-Maritime, 13 % en Gironde, et 27 % en Charente
- vallée de la Dronne de Brantôme à sa confluence avec l'Isle pour 62 % en Dordogne, 12 % en Gironde, 7 % en Charente-Maritime et 19 % en Charente

Et des vallées d'affluents de la Vienne donc de la Loire:
- vallée de l'Issoire

Une partie concerne des coteaux calcaires :
- coteaux calcaires entre les Bouchauds et Marsac
- coteaux du Montmorélien
- les vallées calcaires péri-angoumoisines

Une autre des plaines, landes et chaumes :
- les chaumes boissières et coteaux de Châteauneuf-sur-Charente
- les chaumes de Vibrac et Mérignac.
- la plaine de Villefagnan
- les plaines de Barbezières à Gourville
- les landes de Touvérac Saint-Vallier pour 16 % en Charente-maritime (voir aussi Double saintongeaise)

Une forêt :
- La forêt de la Braconne

Une grotte :
- La Grotte de Rancogne

Une région avec étang :
- La région de Pressac avec l'étang de Combourg pour 78 % située dans le département de la Vienne[1].